# Epitonium tenue
Epitonium tenue is een slakkensoort uit de familie van de Epitoniidae. De wetenschappelijke naam van de soort is voor het eerst geldig gepubliceerd in 1827 door Gray.